# Igor Girkin
Igor Vsevolodovitsj Girkin (Russisch: Игорь Всеволодович Гиркин) (Moskou, 17 december 1970) is een Russisch militair en politicus. Hij is ook gekend onder het pseudoniem Igor Strelkov (Russisch: Игорь Стрелков).
Igor Girkin was een kolonel van de Russische militaire inlichtingendienst GROe en was in 2014 een van de militaire leiders van de Volksrepubliek Donetsk in de oorlog in Oost-Oekraïne.
Girkin is door de rechtbank Den Haag veroordeeld tot levenslange gevangenisstraf en er is een internationaal arrestatiebevel uitgevaardigd voor zijn betrokkenheid bij het neerschieten van Malaysia Airlines-vlucht 17.

## Biografie
In 1992 ging Girkin als vrijwilliger naar de oorlog in Transnistrië. Daarna vocht hij in de oorlogen in Bosnië en Tsjetsjenië. Volgens de Russische mensenrechtenorganisatie Memorial was hij mogelijk betrokken bij de verdwijning van vier Tsjetsjeense burgers in 2001. Hij was ook betrokken bij de inname van het Oekraïense schiereiland de Krim in maart 2014.
Na de revolutie tegen de Oekraïense president Viktor Janoekovytsj bezette Girkin met 54 gewapende mannen op 12 april 2014 de stad Slovjansk, waarmee hij de oorlog in de Donbass ontketende. Tijdens de bezetting van Slovjansk gaf hij opdracht tot het fusilleren van twee Oekraïense burgers, onder wie de 19-jarige student Joeri Popravka. Girkin executeerde eigenhandig een gedeserteerde militant die een collega had vermoord.
Na drie maanden moesten Girkin en zijn troepen Slovjansk opgeven onder druk van het Oekraïense leger. De militanten raakten steeds verder in het nauw doordat de Oekraïners over gevechtsvliegtuigen beschikten. Girkin verzocht het Kremlin daarom om de levering van luchtdoelgeschut.
Hij was minister van Defensie van de zelfverklaarde Volksrepubliek Donetsk van 16 mei 2014 tot 14 augustus 2014. Op 17 juli 2014 werd vlucht MH17 neergeschoten. Girkin reageerde in eerste instantie opgetogen op het neerhalen van het toestel in de veronderstelling dat het een Oekraïens militair vliegtuig was. ‘Bij Torez hebben we zojuist een Antonov-26 neergeschoten. We hadden hen toch gewaarschuwd: niet in ons luchtruim vliegen!’, tweette hij. Toen duidelijk werd dat het om een burgertoestel ging ontkende hij iedere betrokkenheid bij de ramp. Het neerhalen van MH17 betekende het einde van Girkins rol als minister van Defensie.
Op 17 november 2022 werd Girkin met twee anderen door de rechtbank Den Haag bij verstek veroordeeld tot levenslange gevangenisstraf voor het neerschieten van vlucht MH17 met een Boek-raket. Girkin ontkent betrokkenheid en verantwoordelijkheid hiervoor. Het Oekraïense ministerie van Defensie heeft een prijs van 100.000 dollar gezet op het hoofd van Girkin.
In 2022 stond Girkin naar verluidt aan het hoofd van een vrijwilligersbataljon dat betrokken is bij de oorlog in Oekraïne en gesteund wordt door Jevgeni Prigozjin, de oprichter van de  Wagnergroep. In december 2022 werd bekend dat Girkin terug in Moskou is nadat hij weggestuurd is bij het Oekraïense front. Moskou zou Girkin niet aan het front willen hebben om te voorkomen dat hij in de handen van de Oekraïners valt en wordt uitgeleverd aan Nederland.
Girkin zit sinds juli 2023 in gevangenschap. Hij uitte kritiek op president Poetin over het verloop van de Russische invasie van Oekraïne. Ook bekritiseerde hij defensieminister Sjojgoe en zei dat de "speciale militaire operatie" in Oekraïne niet goed wordt aangepakt. In 2024 werd een celstraf van vier jaar en elf maanden geëist tegen hem. Hij werd beschuldigd van "het aanzetten tot extremisme", een eufemisme voor kritiek op de oorlog in Oekraïne. De rechtbank veroordeelde hem eind januari 2024 tot 4 jaar gevangenisstraf.

## Trivia
Als historicus bestudeerde Girkin het Witte Leger dat vocht tegen de bolsjewieken. Zijn hobby is het naspelen van historische veldslagen.
- Gemeinsame Normdatei: 1058716743
- International Standard Name Identifier: 0000 0004 3704 5843
- Library of Congress Control Number: no2015034033
- Nationale Bibliotheek van Tsjechië: jo2016901913
- Système universitaire de documentation: 18264149X
- Virtual International Authority File: 310694453
- WorldCat: E39PBJq6WK7yqGP7GpkXTJbyBP